# Mala Moșceanîțea, Zdolbuniv
Mala Moșceanîțea (în ucraineană Мала Мощаниця) este localitatea de reședință a comunei Mala Moșceanîțea din raionul Zdolbuniv, regiunea Rivne, Ucraina.

## Demografie
Componența lingvistică a localității Mala Moșceanîțea
     Ucraineană (99,72%)
     Alte limbi (0,28%)
Conform recensământului din 2001, majoritatea populației localității Mala Moșceanîțea era vorbitoare de ucraineană (99,72%), existând în minoritate și vorbitori de alte limbi.